# نووی برکاداک
نووی برکاداک (انگلیسی: Novy Berkadak) یک شهرک در شهرستان چیشمینسکی در استان باشقیرستان کشور روسیه است.